# Lari Ketner
Lari Arthur Ketner (Filadelfia, 1º febbraio 1977 – Filadelfia, 10 ottobre 2014) è stato un cestista e allenatore di pallacanestro statunitense, professionista nella NBA.

## Carriera
È stato selezionato dai Chicago Bulls al secondo giro del Draft NBA 1999 (49ª scelta assoluta).
È scomparso nel 2014 all'età di 37 anni a seguito di un tumore del colon.